# Cartas da Guerra
Cartas da Guerra é um filme português do género drama, realizado por Ivo M. Ferreira. Com argumento de Ivo M. Ferreira e Edgar Medina, tem como base a obra D'este viver aqui neste papel descripto: Cartas da guerra do autor António Lobo Antunes. Está protagonizado por Miguel Nunes e Margarida Vila-Nova. Foi exibido no Festival de Berlim a 14 de fevereiro de 2016, onde competiu pelo Urso de Ouro. A 1 de setembro de 2016, teve estreia comercial em Portugal, e no Brasil a 13 de julho de 2017.
Foi escolhido pela Academia Portuguesa das Artes e Ciências Cinematográficas para representar Portugal no Óscar de melhor filme estrangeiro da octogésima nona cerimónia.

## Elenco
- Miguel Nunes como António
- Margarida Vila-Nova como Maria José
- Ricardo Pereira como major
- João Pedro Vaz como capitão
- Simão Cayatte como Alferes Eleutério
- Isac Graça como cabo Graça
- Francisco Hestnes Ferreira como cabo Carica
- João Pedro Mamede como Alferes Professor
- Tiago Aldeia como Alferes Ferreira
- Orlando Sérgio como Catolo
- David Caracol como Soba Chiúme
- Miguel Raposo como enfermeiro Gago Coutinho
- Gonçalo Carvalho como cabo projecionista
- Raúl do Rosário como operador Chiúme
- Cândido Ferreira como senhor Fontes
- Maria João Abreu como dona Fernanda
- Mitó Mendes como cantora

## Produção
O filme foi rodado em Angola, na província de Cuando Cubango e no Malanje.